# Sumqayit
Sumqayit (tiếng Azerbaijani: Sumqayıt; tiếng Nga: Сумгаит; cũng viết là Sumgait hoặc Sumqayyt) là thành phố lớn thứ ba của Azerbaijan. Thành phố nằm gần biển Caspi, cách thủ đô Baku khoảng 31 km. Sumqayit có dân số 308.700 (tổng điều tra dân số năm 2009), do đó là thành phố lớn thứ ba tại Azerbaijan sau thủ đô Baku và Ganja.
Vùng này có diện tích là 83 km ². Sumqayit được thành lập vào ngày 22 tháng 11 năm 1949. Hai khu định cư trong chính quyền thành phố gồm có Corat và Hacı Zeynalabdin, được đặt tên theo nhà kinh doanh dầu và nhà từ thiện Haji Zeynalabdin Taghiyev. Thành phố có Đại học Quốc gia Sumqayit.

## Khí hậu
| Dữ liệu khí hậu của Sumqayit            | Dữ liệu khí hậu của Sumqayit | Dữ liệu khí hậu của Sumqayit | Dữ liệu khí hậu của Sumqayit | Dữ liệu khí hậu của Sumqayit | Dữ liệu khí hậu của Sumqayit | Dữ liệu khí hậu của Sumqayit | Dữ liệu khí hậu của Sumqayit | Dữ liệu khí hậu của Sumqayit | Dữ liệu khí hậu của Sumqayit | Dữ liệu khí hậu của Sumqayit | Dữ liệu khí hậu của Sumqayit | Dữ liệu khí hậu của Sumqayit | Dữ liệu khí hậu của Sumqayit |
| Tháng                                   | 1                            | 2                            | 3                            | 4                            | 5                            | 6                            | 7                            | 8                            | 9                            | 10                           | 11                           | 12                           | Năm                          |
| --------------------------------------- | ---------------------------- | ---------------------------- | ---------------------------- | ---------------------------- | ---------------------------- | ---------------------------- | ---------------------------- | ---------------------------- | ---------------------------- | ---------------------------- | ---------------------------- | ---------------------------- | ---------------------------- |
| Trung bình ngày tối đa °C (°F)          | 6.7 (44.1)                   | 6.3 (43.3)                   | 9.8 (49.6)                   | 17.0 (62.6)                  | 22.5 (72.5)                  | 27.6 (81.7)                  | 30.7 (87.3)                  | 32.0 (89.6)                  | 26.0 (78.8)                  | 19.5 (67.1)                  | 15.9 (60.6)                  | 9.3 (48.7)                   | 18.6 (65.5)                  |
| Tối thiểu trung bình ngày °C (°F)       | 1.3 (34.3)                   | 1.1 (34.0)                   | 3.4 (38.1)                   | 8.6 (47.5)                   | 13.8 (56.8)                  | 18.8 (65.8)                  | 21.7 (71.1)                  | 21.8 (71.2)                  | 18.2 (64.8)                  | 12.5 (54.5)                  | 10.1 (50.2)                  | 3.6 (38.5)                   | 11.2 (52.2)                  |
| Lượng Giáng thủy trung bình mm (inches) | 24 (0.9)                     | 20 (0.8)                     | 23 (0.9)                     | 40 (1.6)                     | 36 (1.4)                     | 31 (1.2)                     | 14 (0.6)                     | 14 (0.6)                     | 21 (0.8)                     | 33 (1.3)                     | 32 (1.3)                     | 25 (1.0)                     | 313 (12.4)                   |
| Nguồn: Climate-Data.org                 |                              |                              |                              |                              |                              |                              |                              |                              |                              |                              |                              |                              |                              |

## Thành phố kết nghĩa
Sumqayit kết nghĩa với:
- Rustavi, Gruzia, (từ năm 1952)[3]
- Cherkasy, Ukraina, (từ năm 1972)[3]
- Pitești, Romania, (từ năm 1971)[3]
- Ludwigshafen, Đức, (từ năm 1977)[3]
- Bari, Ý, (từ năm 2004)[4]
- Aktau, Kazakhstan, (từ năm 2009)[5]
- Mogilev, Belarus, (từ năm 2009)[6]
- Nevinnomyssk, Nga, (từ năm 2011)[7]
- Genoa, Ý, (từ năm 2013)[8]
- Chu Châu, Trung Quốc[2]
- Ceyhan, Thổ Nhĩ Kỳ[2]